# والتر آدامز
والتر آدامز (انگلیسی: Walter Adams (footballer)؛ زادهٔ ) یک بازیکن فوتبال است.